# Rajd Libanu
Rajd Libanu, oficj. Rally of Lebanon – rajd samochodowy, odbywający się w Libanie w ramach mistrzostw kraju i mistrzostw Bliskiego Wschodu. W latach 1968–1992 był organizowany jako Rallye de Montagne.

## Zwycięzcy
| Rok  | Kierowca              | Pilot                | Samochód                    |
| ---- | --------------------- | -------------------- | --------------------------- |
| 1968 | Jean Bassili          | Antoine Slim         | Renault 10                  |
| 1970 | Gérard Asfar          | Amin Hamoud          | Renault 17 Gordini          |
| 1973 | Georges Matta         | Georges Moughanni    | Volkswagen 1302 S           |
| 1974 | Tony Georgiou         | Jean-Loup Edde       | Renault 16                  |
| 1979 | Georges Doumit        | Samir Chikhani       | Audi 80 GT                  |
| 1980 | Albert Bassoul        | Gérard Saunal        | Renault 17 Gordini          |
| 1981 | Sahag Kasardjian      | Tony Karam           | BMW 2002                    |
| 1984 | Michel Araman         | Samir Habet          | Renault 5 Turbo             |
| 1985 | Naji Hneine           | Georges Assaf        | Renault 5 Turbo             |
| 1986 | Nabil Karam           | Joe Saghbini         | Porsche 911 SC RS           |
| 1987 | Mohammed bin Sulayem  | John Spiller         | Opel Manta 400              |
| 1988 | Samir Ghanem          | Joseph Goubril       | Nissan 240 RS               |
| 1991 | Mohammed bin Sulayem  | Ronan Morgan         | Toyota Celica GT-Four       |
| 1992 | Maurice Sehnaoui      | Naji Stephan         | Ford Sierra RS Cosworth 4x4 |
| 1993 | Alain Oreille         | Jean-Marc Andrié     | Renault Clio Williams       |
| 1994 | Alessandro Fiorio     | Vittorio Brambilla   | Lancia Delta HF Integrale   |
| 1995 | Jean-Pierre Nasrallah | Pierre Asmar         | Lancia Delta HF Integrale   |
| 1996 | Abdullah Bakhashab    | Bobby Willis         | Toyota Celica Turbo 4WD     |
| 1997 | Jean-Pierre Nasrallah | Joseph Matar         | Lancia Delta HF Integrale   |
| 1998 | Mohammed bin Sulayem  | Ronan Morgan         | Ford Escort WRC             |
| 1999 | Mohammed bin Sulayem  | Ronan Morgan         | Ford Focus RS WRC '99       |
| 2000 | Roger Feghali         | Ziad Chehab          | Lancia Delta HF Integrale   |
| 2001 | Piero Liatti          | Carlo Cassina        | Subaru Impreza S5 WRC '99   |
| 2002 | Jean-Pierre Nasrallah | Yusif Bassil         | Subaru Impreza S7 WRC '01   |
| 2003 | Roger Feghali         | Ziad Chehab          | Subaru Impreza S8 WRC '02   |
| 2004 | Roger Feghali         | Nabil Njeim          | Mitsubishi Lancer Evo VIII  |
| 2006 | Roger Feghali         | Nabil Njeim          | Mitsubishi Lancer Evo IX    |
| 2007 | Roger Feghali         | Nabil Njeim          | Mitsubishi Lancer Evo IX    |
| 2008 | Roger Feghali         | Giovanni Bernacchini | Subaru Impreza STi N14      |
| 2009 | Roger Feghali         | Nabil Njeim          | Mitsubishi Lancer Evo IX    |
| 2010 | Roger Feghali         | Nabil Njeim          | Škoda Fabia S2000           |
| 2011 | Roger Feghali         | Joseph Matar         | Mitsubishi Lancer Evo X R4  |
| 2012 | Roger Feghali         | Joseph Matar         | Ford Fiesta RRC             |
| 2013 | Roger Feghali         | Joseph Matar         | Ford Fiesta RRC             |
| 2014 | Nicolas Amiouni       | Chadi Beyrouthy      | Mitsubishi Lancer Evo X     |
| 2015 | Roger Feghali         | Joseph Matar         | Ford Fiesta R5              |
| 2016 | Tamer Ghandour        | Salim Jleilaty       | Mitsubishi Lancer Evo X R4  |
| 2017 | Roger Feghali         | Joseph Matar         | Škoda Fabia R5              |
| 2018 | Roger Feghali         | Joseph Matar         | Škoda Fabia R5              |
| 2019 | Nasir al-Atijja       | Mathieu Baumel       | Volkswagen Polo GTI R5      |
| 2021 | Roger Feghali         | Joseph Matar         | Škoda Fabia Rally2 evo      |